# Wendelstein, Roth
Wendelstein là một đô thị trong huyện Roth, bang Bayern, nước Đức.
Đô thị Wendelstein, Roth có diện tích 51,08 km2, dân số cuối năm 2006 là 15.958 người.